# مايك مورغان (لاعب كرة قدم أمريكية)
مايك مورغان (بالإنجليزية: Mike Morgan)‏ هو لاعب كرة قدم أمريكية أمريكي، ولد في 31 يناير 1942 في شريفبورت في الولايات المتحدة، وتوفي في 2 ديسمبر 1996.

## وصلات خارجية
- مايك مورغان على موقع مرجع كرة القدم المحترفة.كوم (الإنجليزية)